# كلوديا بوتير
كلوديا بوتير (بالإنجليزية: Claudia Potter)‏ هي طبيبة أمريكية، ولدت في 1881، وتوفيت في 1970.